# Land der Finsternis
Land der Finsternis ist ein Reisebericht des Nobelpreisträgers V. S. Naipaul. Er ist 1964 im englischen Original unter dem Titel An Area of Darkness erschienen. Der Reisebericht ist während einer Reise Naipauls durch das Indien der frühen 1960er entstanden. Obwohl Naipaul während dieser Reise sogar das Dorf seiner Vorfahren besucht, bleibt ihm das Land fremd. Weder sein Aufenthalt im Süden Indiens noch seine Reise in den Norden, nach Kaschmir, bringen ihn dem Land näher. Er bleibt befremdet über die Lebenseinstellung vieler Inder und äußert sich pessimistisch über die damalige Situation in Indien.

## Inhalt
Naipaul hielt sich von Februar 1962 bis Februar 1964 in Indien auf. Naipaul begann seine Reise durch Indien in Bombay, dem heutigen Mumbai, wo er mit einem Schiff landete, das ihn über Ägypten und den Suezkanal nach Indien gebracht hatte. Dem Reisebericht stellt Naipaul ein Kapitel voran, das er Präludium über „etwas Papierkram“ nennt. Er schildert ausführlich den großen bürokratischen Aufwand und die vielen amtlichen Stellen, die Naipaul aufsuchen musste, um zwei Flaschen Alkohol nach Indien importieren zu dürfen.
Im ersten Teil des Reiseberichts schildert Naipaul zunächst seinen familiären Hintergrund, seine eigene Beziehung und die seiner Familie zu Indien: Naipaul ist der Enkel eines indischen Einwanderers, der als Vertragsarbeiter von Indien nach Trinidad kam. Naipaul selbst ging als Erwachsener nach England und wohnte zum Zeitpunkt der Abfassung des Reiseberichts seit vielen Jahren in London. Naipaul schreibt ferner, dass das Land Indien für ihn in der Kindheit ein gesichtsloses Land gewesen sei, ein Land in Dunkelheit ("an area of darkness") und gleichzeitig ein Land der Fantasie.
Im Folgenden blickt Naipaul kritisch auf die indische Gesellschaft, wie er sie nach seiner Ankunft in Indien erlebt, so z. B. beobachtet er befremdet das Kastenwesen und das Beharren auf Hierarchien, Schmutz und das Fehlen sanitärer Anlagen vielerorts. Naipaul bedauert auch den fehlenden nachhaltigen Eindruck, die, wie Naipaul glaubt, Gandhis rationale Politik auf die indische Gesellschaft gehabt habe. Den ersten Teil des Reiseberichts schließt Naipaul mit Eindrücken aus New Delhi, dabei schildert er vor allem die Besessenheit seiner indischen Vermieterin in Bezug auf europäische Einrichtungsgegenstände und die Hitze in der Stadt.
Der zweite Teil des Reiseberichts ist eine detaillierte Beschreibung der Erlebnisse am Dal-See, ein See östlich der Stadt Srinagar in Kaschmir, wo sich Naipaul und seine Begleitung für mehrere Monate in einem Hotel als permanente Gäste einige Räume mieteten. Naipaul beschreibt das Hotel und den See, die Abläufe im Hotel, die Bediensteten und die anderen Hotelgäste. Besonders im Fokus stehen der Hotelbesitzer, Mr. Butt, und vor allem der Hotelangestellte Aziz. Während ihres Ausflugs nach Awantipora wurden Naipaul und seine Begleitung von einer indischen Touristenfamilie zu ihrem Essen eingeladen: Dies ist das erste Mal, dass Naipaul sich nicht als Fremder in Indien fühlte, sondern eine Verbindung zu Indien empfand.
Ein Höhepunkt des Aufenthalts in Kaschmir war ein längerer Ausflug auf dem Pilgerpfad zur Hindu-Pilgerstätte Amarnath. Naipaul schreibt, dass er den Ausflug in den Himalaya genoss, ebenso wie seinen gesamten Aufenthalt in Kaschmir. Das versprochene Wunder in der Höhle von Amarnath, ein riesiger Stalagmit aus Eis, der sich alljährlich im Sommer bilden sollte, war jedoch nicht zu sehen, was den kostspieligen Ausflug für Naipaul absurd erscheinen ließ.
Im dritten Teil des Reiseberichts schildert Naipaul Erlebnisse während weiterer Reisen durch Indien, z. B. nach Shimla, in Indiens Süden und nach Kalkutta. Auch in diesem Teil des Reiseberichts flechtet Naipaul seine Gedanken über die indische Gesellschaft ein, z. B. seine Enttäuschung darüber, statt altehrwürdiger Geschichte vor allem viele vernachlässigte Ruinen anzutreffen. Die Auswirkungen der Kolonisation Indiens durch das britische Weltreich beschäftigten Naipaul ebenso wie die gewaltsame Besetzung des im Osten Kaschmirs gelegenen Aksai-Chin-Plateaus 1962 durch chinesische Truppen.
Ein letztes wichtiges Ereignis während Naipauls Aufenthalt in Indien war ein Ausflug zu dem Dorf, aus dem sein Großvater stammte. Naipaul traf Dorfbewohner, die sich noch an seinen Großvater erinnern konnten, und sah den Schrein, den die Dorfbewohner pflegten. Der Ausflug endete schließlich jedoch in einem Misston, denn die Dorfbewohner hatten große Erwartungen an Naipaul, dass er sich bei einem Rechtsstreit um Land für sie einsetzen sollte, dem sich Naipaul mit einer überhasteten Abreise entzog.
Naipaul beendet seinen Reisebericht mit dem Flug nach Hause nach England, wo er auf seinen Aufenthalt in Indien zurückblickte und feststellen musste, dass sein Gefühl für Indien ihm schon wieder entglitt.

## Interpretation
Yashoda Bhat beschreibt in ihrer Monografie zu Naipauls Werk den Blickwinkel, den Naipaul gegenüber Indien einnimmt: Naipaul sei ein wissbegieriger und aufmerksamer Beobachter der indischen Kultur. Außerdem sei er in einer speziellen Situation, nämlich aufgrund des indischen Hintergrunds seiner Familie ein Insider, aber gleichzeitig auch ein Außenstehender, ein westlicher Reisender mit einer imperialistischen Haltung. Ein Charakteristikum von An Area of Darkness, so Bhat, sei dann eine objektive Erzählung der Details der Reise, gefolgt von einem autobiografisch geprägten Nachdenken.
Eine Motivation für Naipaul, Indien zu bereisen, ist die Suche nach seinen Wurzeln, nach dem romantischen Bild vom Indien seiner Kindheit gewesen, aber er musste feststellen, dass das Indien, das er kannte, nur ein Land seiner Fantasie gewesen ist. Der Literaturwissenschaftler Bruce King interpretiert An Area of Darkness als einen Ausdruck der inneren Konflikte Naipauls, seiner Frustration und seinem Schmerz, weil Naipaul während seines Aufenthalts in Indien erkennen musste, dass das Indien seiner Träume und seiner imaginierten Herkunft nicht existiert. Naipaul sei verärgert, so King, über den Schmutz, den Verfall, die Korruption, die Inkompetenz und schließlich die Demütigung Indiens durch die drohende Invasion Chinas im Kaschmir-Konflikt. Als Nationalist wünsche sich Naipaul ein modernes, westliches, effizientes Indien, in dem gleichzeitig die traditionelle Kultur lebendig gehalten werde, so King. Für Naipaul sei die Reise nach Indien gleichzeitig das vorläufige Ende seiner Suche nach einer Heimat.

## Stellung in der Literaturgeschichte
An Area of Darkness ist das erste Buch in der Trilogie Naipauls über Indien, die anderen beiden Publikationen sind India: A Wounded Civilization (1977) and India: A Million Mutinies Now (1990). Naipaul hat noch weitere Reiseberichte verfasst, so etwa The Middle Passage (1962) über Trinidad. In englischen Literaturgeschichten wird V.S. Naipaul unter anderem gemeinsam mit anderen postkolonialen Autoren wie Salman Rushdie genannt.

## Rezeption
Die Rezeption von An Area of Darkness war und ist zwiespältig, ebenso wie die Rezeption von Naipaul und seinem gesamten Werk. So schrieb einerseits der bekannte Reiseschriftsteller Paul Theroux in seiner Einleitung zu An Area of Darkness 2016, dass das Buch bei Erscheinen gefeiert wurde. An Area of Darkness wurde immer wieder neu aufgelegt (z. B. in Macmillan Collector's Library 2020) und in verschiedene Sprachen übersetzt, darunter Deutsch, Chinesisch, Spanisch und Schwedisch.
Naipauls Werk insgesamt umfasst insgesamt mehr als 30 Bücher; mit seiner Beschäftigung zur Nachwirkung des Kolonialismus in Fiktion und Sachbuch erwarb er sich auch einen Ruf als Reiseschriftsteller. Er gewann für sein Werk vielfache Preise, darunter den Nobelpreis für Literatur 2001. Naipaul wird als ein Kosmopolit zwischen den Kulturen gesehen, der in seinen Reiseberichten mit scharfem Blick die Verhältnisse in Afrika, Indien und Trinidad beobachtet und beschreibt.
In Indien stieß An Area of Darkness wegen der kritischen Darstellung des Landes auf negative Resonanz, und das Buch wurde dort 1964 verboten. Postkoloniale Literaturkritiker wie Edward Said übten ebenfalls harsche Kritik an Naipauls Werk: So sei Naipaul nicht interessiert gewesen an den Ländern, die er bereiste. Naipaul versäume es, die kritische Forschung z. B. zu Indien, Südamerika oder Afrika zu berücksichtigen, und Naipauls Reiseberichte, so Said, seien ignorant, uninformiert und voller Klischees.
Yashoda Bhat schreibt in ihrer literaturwissenschaftlichen Einführung in V.S. Naipauls Werk, dass Naipauls heftige Kritik an Indien in An Area of Darkness wohl auch der Tatsache geschuldet sei, dass Naipaul sich lediglich ein Jahr in Indien aufhielt und dass er keine der Sprachen Indiens sprach, sich also mit den Einheimischen nur unzureichend verständigen konnte. Indische Intellektuelle und Kritiker haben außerdem bemängelt, dass Naipauls negative Tiraden über Indien oft kaum durch eine gründliche Recherche belegt seien.
Der Schriftsteller und Journalist Amandeep Sandhu rezensiert An Area of Darkness 2014 anlässlich des 50-jährigen Verbots des Buches in Indien in der indischen Zeitung The Hindu: Er schreibt, dass an den Stellen, an denen Naipaul über seine persönlichen Erlebnisse in Indien schreibe, wie etwa der Import des Alkohols bei seiner Ankunft, das Buch sehr scharfsinnig sei. Hervorstechen würde auch der zweite Teil des Buches, der als Essay zur Diskussion über den Kaschmir-Konflikt beitragen könnte. Sandhu bemängelt jedoch, dass Naipaul in seinem Buch über weite Strecken gar nicht über seine Erlebnisse in Indien berichte und ganze Städte und Regionen in einem Halbsatz abfertige. Stattdessen widme sich Naipaul über viele Seiten anderen Themen wie etwa der literarischen Bewertung von Büchern, die über Indien geschrieben wurden, oder er schreibe hochtrabend und ohne Ende über Indiens Armut, Kastenwesen und mangelnde Entwicklung. Insgesamt seien Naipauls Reiseberichte, so Sandhu, eine arrogante Sicht auf Indien von einem Autor, der Indien verleugne und es gleichzeitig repräsentiere.

### Englische Textausgaben
- V.S. Naipaul: An area of darkness: an experience of India. Andre Deutsch, London 1964. (englische Erstausgabe)
- V.S. Naipaul: An area of darkness: His discovery of India. Picador, 2010, ISBN 9780330522830.
- V.S. Naipaul: An Area of Darkness. Macmillan Collector's Library. Macmillan, London 2020, ISBN 978-1-5290-3210-9.

### Deutsche Übersetzungen
- V.S. Naipaul: Land der Finsternis: fremde Heimat Indien. Aus dem Englischen übersetzt von Dirk van Gunsteren. List, München 2002, ISBN 3548602401. (deutsche Übersetzung)

### Sekundärliteratur
- Yashoda Bhat: V. S. Naipaul: An Introduction. B.R. Publishing Corporation, New Delhi 2000, ISBN 81-7646-108-3.
- Bruce King: V.S. Naipaul (Modern Novelists). St. Martin's Press, New York 1993, ISBN 0-312-08646-6.
- Sanjay Krishnan: V. S. Naipaul's journeys: from periphery to center. Columbia University Press, New York 2020, ISBN 9780231193320.